# Tampa Bay Times

Das Logo der Zeitung

Die Tampa Bay Times (bis 2011 St. Petersburg Times; davor auch West Hillsborough Times) ist eine Tageszeitung im Broadsheet-Format, die in St. Petersburg, Florida herausgegeben, und im Großraum Tampa verkauft wird. Neben der Tampa Tribune zählt sie zu den beiden größten Zeitungen der Tampa Bay Area. Die Times erscheint täglich, von Montag bis Sonntag, und ist mit einer Auflage von knapp 370.000 Exemplaren die auflagenstärkste Zeitung Floridas. In den gesamten Vereinigten Staaten stand sie mit Stichtag 31. März 2013, knapp hinter dem Star-Ledger, auf dem 16. Rang.
Seit 1964 hat die Zeitung zehn Pulitzer-Preise gewonnen und war zwischen 1995 und 2013 weitere zehn Mal als Finalist nominiert. Die Zeitung wird von der Times Publishing Company betrieben, welche im Besitz des Poynter Institute, einer gemeinnützigen Organisation, die zur University of South Florida gehört, ist.
Als Vorsitzender und CEO der am 25. Juli 1884 als damals noch wöchentlich erscheinenden West Hillsborough Times gegründeten Zeitung tritt Paul Tash in Erscheinung.

## Pulitzer-Preise
- Pulitzer-Preis 1964 in der Kategorie „Dienst an der Öffentlichkeit“ für Martin Waldrons Aufdeckung der rücksichtslosen Verschwendung von öffentlichen Geldern der Florida State Turnpike Authority[3]
- Pulitzer-Preis 1980 in der Kategorie „Berichterstattung im Inland“ für Bette Orsini und Charles Stafford für ihre Untersuchung der Scientology-Kirche[4]
- Pulitzer-Preis 1985 in der Kategorie „Investigativer Journalismus“ für Lucy Morgan und Jack Reed für ihren Bericht über den Sheriff von Pasco County, John Short, der eine Korruption innerhalb des Departments aufdeckte und die Abwahl des Sheriffs zur Folge hatte[5]
- Pulitzer-Preis 1991 in der Kategorie „Feature Writing“ für Sheryl James für eine fesselnde Serie über eine Mutter, die ihr neugeborenes Kind aussetzte, und den Affekt auf ihr nachfolgendes Leben und das Leben anderer[6]
- Pulitzer-Preis 1995 in der Kategorie „Leitartikel“ für Jeffrey Good für seine editorische Kampagne, die zu einer Reform des zu diesem Zeitpunkt vorherrschenden Testamentsystems im Bundesstaat Florida drängte[7]
- Pulitzer-Preis 1998 in der Kategorie „Fachjournalismus“ für Thomas French für sein detailliertes und mitfühlend erzählendes Porträt einer Mutter mit zwei Töchtern, die während eines Florida-Urlaubs erschlagen wurden und die nachfolgenden drei Jahre dauernden Mordermittlungen[8]
- Pulitzer-Preis 2009 in der Kategorie „Fachjournalismus“ für Lane DeGregory für ihre Geschichte über die Entdeckung eines Wolfskindes, das völlig von der Zivilisation abgeschottet war, ehe sie von der Polizei gefunden und von einer Familie adoptiert wurde[9]
- Pulitzer-Preis 2009 in der Kategorie „Berichterstattung im Inland“ für den Stab von PolitiFact.com für die faktenüberprüfende Website, die Wählern gewidmet war, damit diese die Wahrheit in der Politik während der Präsidentschaftswahl 2008 auseinandersortieren konnten[10]
- Pulitzer-Preis 2013 in der Kategorie „Leitartikel“ für Tim Nickens und Dan Ruth für ihre Hilfe die Entscheidung betreffend der Fluoridierung von Trinkwasser im Pinellas County wieder umzukehren[11]
- Pulitzer-Preis 2014 in der Kategorie „Lokale Berichterstattung“ für Will Hobson und Michael LaForgia für ihre unerbittliche Untersuchung der erbärmlichen Bedingungen betreffend Behausungen der dauerhaft obdachlosen Personen im Hillsborough County, was zu einer schnellen Reform führte[12]
- Pulitzer-Preis 2021 in der Kategorie „Lokale Berichterstattung“ für Kathleen McGrory und Neil Bedi: „Für die einfallsreiche, kreative Berichterstattung, die aufdeckte, wie das Sheriffbüro von Pasco County Einwohner schikanierte und Noten und Kinderfürsorgedaten nutzte, um Profile von Schulkindern zu erstellen.“[13]
- Pulitzer-Preis 2022 in der Kategorie „Investigativer Journalismus“ für Corey G. Johnson, Rebecca Woolington und Eli Murray für ihren Bericht über die Vergiftung hunderter Arbeiter einer Recyclinganlage für Batterien mit Neurotoxinen.[13]